# Copa CEDEAO
A Copa CEDEAO foi um campeonato de futebol jogado pelos países da África Ocidental disputado no período de 1983 a 1991. O torneio tambem teve uma edição em 1977, mas existem poucas informações a respeito.
O maior vencedor do campeonato é a Costa do Marfim com três conquistas.
CEDEAO é uma abreviação em francês para Communauté Economique Des Etats de l'Afrique de l'Ouest que em português significa: Comunidade Econômica dos Estados Africanos do Oeste.

## Campeões
| 1983 Detalhes | Costa do Marfim | Costa do Marfim | 2 - 1 1 - 0 | Togo            | Mali            | 1 - 1 | Nigéria      |
| 1985 Detalhes | Senegal         | Senegal         | 2 - 0       | Costa do Marfim | Guine           | ? - ? | Mali         |
| 1987 Detalhes | Libéria         | Costa do Marfim | 2 - 1       | Libéria         | Senegal         | 1 - 0 | Burkina Faso |
| 1990 Detalhes | Nigéria         | Nigéria         | 1 - 1       | Senegal         | Costa do Marfim | 1 - 0 | Libéria      |
| 1991 Detalhes | Costa do Marfim | Costa do Marfim | 1 - 0       | Senegal         | Gana            | 3 - 1 | Nigéria      |

## Títulos por seleção
| Vitórias | País            | Ano(s)           |
| -------- | --------------- | ---------------- |
| 3 Vezes  | Costa do Marfim | 1983, 1987, 1991 |
| 1 Vez    | Nigéria         | 1990             |
| 1 Vez    | Senegal         | 1985             |